# Мајнбург
Мајнбург (њем. Mainburg) град је у њемачкој савезној држави Баварска. Једно је од 24 општинска средишта округа Келхајм. Према процјени из 2010. у граду је живјело 13.905 становника. Посједује регионалну шифру (AGS) 9273147.

## Географски и демографски подаци
Мајнбург се налази у савезној држави Баварска у округу Келхајм. Град се налази на надморској висини од 422 метра. Површина општине износи 61,6 km². У самом граду је, према процјени из 2010. године, живјело 13.905 становника. Просјечна густина становништва износи 226 становника/km².

## Међународна сарадња
| Мјесто | Држава    | Врста сарадње | Од    |
| ------ | --------- | ------------- | ----- |
| Зарос  | Грчка     | партнерство   | 2003. |
| Морија | Јапан     | партнерство   | 1990. |
|        | Француска | партнерство   | 1997. |
| Извор  |           |               |       |